# Tracy Nelson (Musikerin)

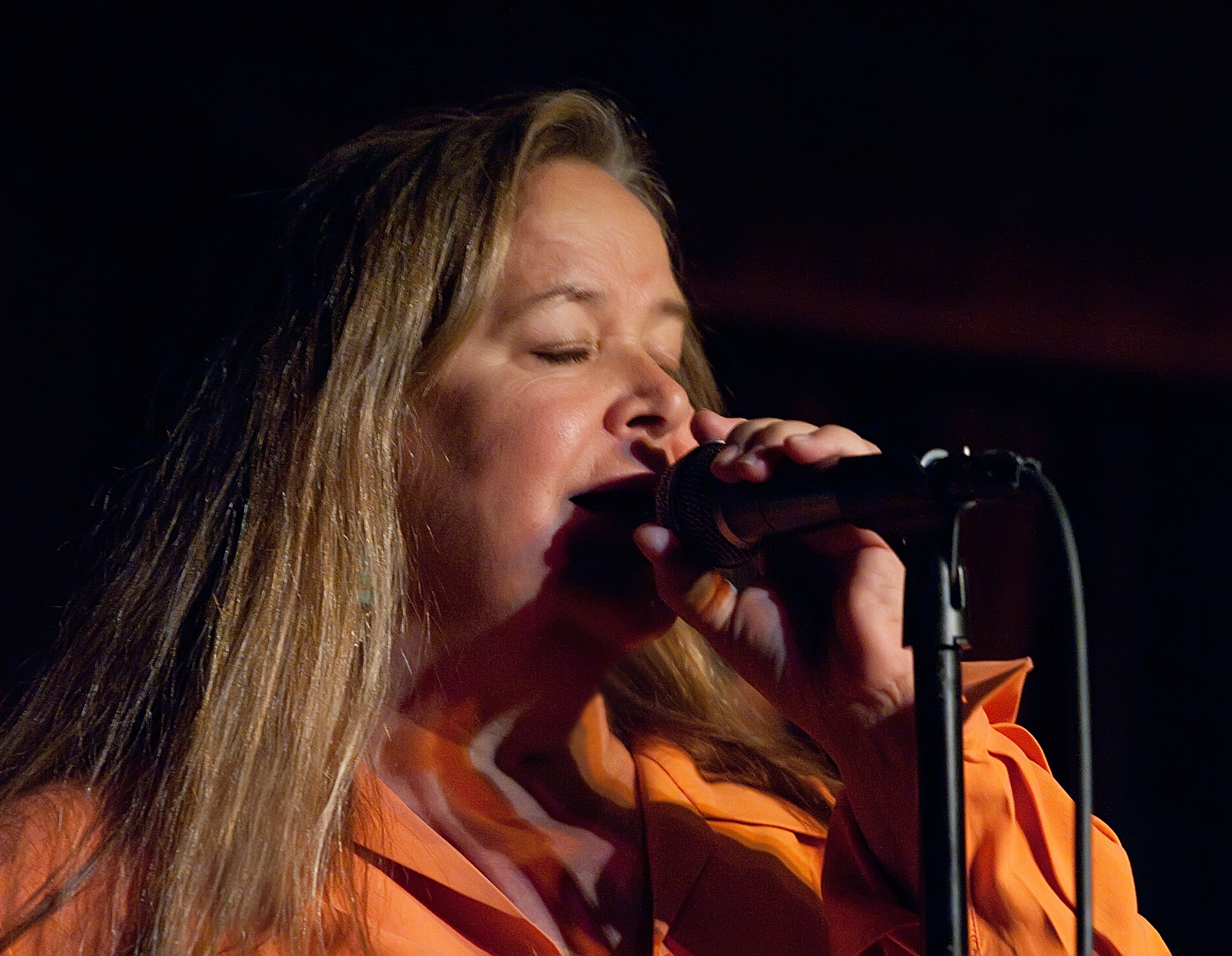
Tracy Nelson, 2010

Tracy Nelson (* 27. Dezember 1947 in Madison, Wisconsin) ist eine US-amerikanische Sängerin, die sich nie um Genregrenzen gekümmert hat.

## Leben
Sie wurde in Madison, Wisconsin geboren und wuchs dort auch auf. Ihre erste Begegnung mit Rhythm and Blues hatte sie durch das Hören von WLAC, einem Radiosender aus Nashville. Mit Musik begann sie als Studentin an der University of Wisconsin, wo sie mit einer Coverband namens „The Fabulous Imitators“ in Kaffeehäusern und auf Partys auftrat.
1964 nahm sie für Prestige Records ihr erstes Album (Deep Are the Roots) auf, einem Album, das sich noch am Folk-Blues orientierte. Zur Band gehörte auch die spätere Mundharmonikalegende Charlie Musselwhite. 1966 ging sie nach San Francisco und wurde mit der Band Mother Earth Teil der dortigen Szene. Für das Album Living with the Animals schrieb sie Down So Low, ihren späteren „Erkennungssong“. Der Titel wurde unter anderen von Linda Ronstadt und Etta James gecovert. Mitte der 1970er Jahre verließ sie die Gruppe, um sich ihrer Solokarriere zu widmen. Für eine Vielzahl von Firmen nahm sie Soloplatten auf. Das Duett After the Fire is Gone mit Willie Nelson wurde für den Grammy nominiert.
Nach einer längeren Auszeit in den 1980er-Jahren unterschrieb sie am Beginn der 1990er-Jahre für das unabhängige Label Rounder Records und begann mit zahlreichen Alben ihre Karriere neu zu beleben. 1998 nahm sie mit ihren Labelkolleginnen Irma Thomas und Marcia Ball das Album Sing It! auf, das ihr zu einer zweiten Grammy-Nominierung verhalf.
Am 4. November 2011 nahm sie mit Angela Strehli, Annie Sampson, und Dorothy Morrison als „The Blues Broads“ ein CD und DVD Album live im Throckmorton Theatre auf.

## Zitate
- Tracy Nelson proves that the human voice is the most expressive instrument in creation. John Swenson, Rolling Stone Magazine (Tracy Nelson beweist, dass die menschliche Stimme das ausdruckstärkste Instrument der Schöpfung ist.)[1]

## Diskographie

### Mit Mother Earth
- 1968 Living with the Animals (Wounded Bird Records)
- 1968 Revolution (United Artists Records)
- 1969 Make a Joyful Noise (Wounded Bird)
- 1969 Mother Earth Presents Tracy Nelson (Country)
- 1970 Satisfied (Wounded Bird)
- 1971 Bring Me Home (Rhino/Warner Bros.)
- 1972 Mother Earth (Reprise)

### Solo
- 1965 Deep Are the Roots (P-Vine Records)
- 1973 Poor Man's Paradise (Acadia)
- 1974 Tracy Nelson (Atlantic)
- 1975 Sweet Soul Music (One Way Records)
- 1976 Time Is on My Side (One Way Records)
- 1978 Homemade Songs (Flying Fish)
- 1980 Come See About Me (Flying Fish)
- 1980 Doin' It My Way (Adelphi Records)
- 1995 I Feel So Good (Rounder)
- 1996 Move On (Rounder Select)
- 1996 Tracy Nelson Country (Reprise wiederveröffentlicht)
- 1998 Sing It! (mit Marcia Ball und Irma Thomas - Rounder)
- 2001 Ebony and Irony (Madacy)
- 2003 Live from Cell Block D (Memphis International)
- 2007 You'll Never Be a Stranger at My Door (Memphis International)
- 2009 Essential Recordings: The Soul Sessions (Rounder[4])

### Singles
- After the Fire Is Gone (Atlantic, 1974; mit Willie Nelson)
- Duet (mit Larry Ballard auf Sad Situation, Capitol 1977)